# Coahuila
Le Coahuila (prononcé en espagnol : /koaˈwila/), formellement le Coahuila de Zaragoza et officiellement l'État libre et souverain de Coahuila de Saragosse (Estado Libre y Soberano de Coahuila de Zaragoza /esˈtado ˈliβɾe i soβeˈɾano de koaˈwila de saɾaˈgosa/), est un État situé dans le Nord du Mexique.

## Géographie
S'étendant sur 151 563 km2 dans le nord du Mexique, l'État de Coahuila partage une longue frontière de 512 km avec le Texas, aux États-Unis, formée par le río Grande. Il est, en outre, bordé par les États mexicains de Nuevo León à l'est, de San Luis Potosí et de Zacatecas au sud, en enfin Durango et Chihuahua à l'ouest.

## Histoire
En raison des conditions climatiques, de l'opposition des indigènes et de l'absence de métaux précieux, les Espagnols ne coloniseront le nord du Mexique que quelques décennies après leur victoire sur les Aztèques. Au XVIe siècle, le Mexique ainsi que le Guatemala faisaient partie de la vice-royauté de la Nouvelle-Espagne qui comprenait notamment la Nouvelle-Estrémadure. L'État actuel de Coahuila faisait partie de la Nouvelle Estrémadure. Francisco Cano fut l'un des premiers Européens à explorer cette zone.
Durant la Révolution mexicaine, Pancho Villa attaqua la ville de Torreón. Le 19 février 1856, Santiago Vidaurri annexa Coahuila à l'État du Nuevo León. Le 5 avril 2004, des inondations frappèrent la ville de Piedras Negras. Bilan : plus de 30 morts, 40 disparus et plus de 4 000 personnes ont subi des dommages à leurs habitations.

### Origine du nom
Le nom de l'État viendrait du nahuatl quahui (arbres) et tla (abondance).

## Culture
La Cour suprême du Mexique juge en septembre 2021 inconstitutionnelle la criminalisation de l’interruption volontaire de grossesse pratiquée dans l’État de Coahuila. Jusqu’alors, les femmes s'exposaient à trois ans de prison pour un avortement.

### Personnages célèbres
- Venustiano Carranza, président du Mexique entre 1915 et 1920.
- Francisco I. Madero, président du Mexique entre 1911 et 1913.

## Économie
L'économie du Coahuila contribue à 3,4% du PIB national (2018).
| Secteur    | % PIB | Principales productions |
| ---------- | ----- | --- |
| Primaire   | 2,4%  | Sorgho, melon, pommes, nopal, noix, coton, cire de Candelilla, caprins (viande et lait), bovins (lait), minerai de fer, charbon        |
| Secondaire | 53,7% | Automobiles, produits agro-alimentaires, sidérurgiques, produits pour la construction, textile, électroménager, électronique, machines |
| Tertiaire  | 43,9% | Commerce, services |

Avec 47,5 milliards de dollars américains en 2019, le Coahuila est le deuxième État exportateur du Mexique. Les principaux produits exportés sont les automobiles et pièces détachées, les produits de la sidérurgie et matériaux pour le bâtiment (pierre et verre).

## Géographie

### Climat
Le climat est généralement sec et semi-chaud à l'extrême dans une grande partie de l'état de Coahuila, avec quelques variations entre les régions de l'échauffement de l'Etat.
Dans la région du Sud-Est par temps chaud au printemps et en été généralement à Saltillo, Arteaga en plus, la saison des pluies est en Juillet et Août, en hiver, le temps est froid et brumeux. Dans la région de Laguna le temps est chaud au printemps et en été, chaud et sec à l'automne et relativement doux, éventuellement des hivers froids. Dans la Région centrale et du charbon, le temps est chaud au printemps et la température estivale est très élevé. En été, les pluies peuvent être intense. Les hivers sont froids. Dans le Nord, le climat est chaud au printemps et en été et froid en hiver, avec des pluies dans la région en Juillet et Août. La neige est commune dans la partie nord de l'État, dans les montagnes de Múzquiz, et dans la Sierra de Arteaga dans le sud-est de l'Etat au cours de la saison d'hiver.[réf. nécessaire]

### Flore et faune

#### Flore
La végétation est variée de Coahuila. Son développement dépend du climat, du type de sol, de l'altitude et des précipitations. Dans les parties hautes des montagnes abondent pins, de sapins, de chênes et de cèdres. Dans les basses terres il Mesquite huizaches, yucca, cactus, agave, cactus et de fraises. Autres plantes qui poussent dans l'état sont: l'origan, l'arnica, le basilic, le cèdre, noyer, frêne, peuplier, peyotl, biznaga, le frêne, l'aloès, Mora, Jujube, pêche, avocat, coing, figue, Mispero, le Chili piquin, le thon, Granado, Tejocote, le Chili pyrane, gouverneur,

#### Faune
La faune varie en fonction de la région naturelle. À travers les montagnes, canyons et plaines de l'état habitent espèces différentes : Vermine Jicote, Caramuela, Pinacate, Chapulin Alacran, vinagrillo
Mammifères
Les mammifères les plus communs dans l'État sont : lièvre, écureuil, cerf de Virginie, l'ours noir, le coyote, le couguar, le blaireau, le chat sauvage, chauve-souris, le rat, l'opossum, le lapin, la belette, la mouffette et pronghorn. sauvage, Raccoon, Coati, Tejon
Volaille
Seulement dans le sujet Zone Sierra de Zapalinamé conservation écologique environ 237 espèces différentes d'oiseaux migrateurs et résidents ils sont situés. Mais l'État les plus courantes sont[pas clair] : hibou, faucon, faucon, corneille, canard, oie, grue, vautour, aigle, muguet, moqueur, cardinal, calandre, avaler, moineau, Roadrunners, colombe, cailles, aura, alouette des champs et de la dinde. Oiseaux de Coahuila sont généralement migrateurs et les autres résidents sont quelques-uns qui résident mais très souvent presque pas commonscenes[Quoi ?] espèces (oiseaux) endémique dans Coahuila de Zaragoza que sa diversité d'oiseaux ne est pas très grande et sont plus espèces migratrices qui viennent en été pour la Sierra Madre Oriental par exemple : le perroquet de Brünnich qui est en danger d'extinction et vient à Sierra de Zapalinamé dans la ville de Saltillo Coahuila et de San Lorenzo Canyon
| Flora et fauna |                     |                       |                                |                      |
|                |                     |                       |                                |                      |
| Ours noir      | Puma                | Tamiasciurus          | Chien de prairie à queue noire | Aigle royal          |
|                |                     |                       |                                |                      |
| Dindon sauvage | Crotale cascabelle  | Antilocapra americana | Cerf de Virginie               | Didelphis virginiana |
|                |                     |                       |                                |                      |
| Érable argenté | Figuier de Barbarie | Echinocactus grusonii | Cactus rustique                | Pin ponderosa        |

### Villes et urbanisme
Les trois plus grandes villes de l'État de Coahuila sont Monclova, Torreón, et Saltillo, la capitale. Cette dernière compte plus de 725 000 habitants.